# Douglas Cartland
Douglas „Doug“ Cartland (* 20. Juli 1914; † 2002) war ein amerikanischer Tischtennisspieler. Er nahm in den 1940er und 1950er Jahren an vier Weltmeisterschaften teil. Auch war er in einigen deutschen Vereinen aktiv.

## Werdegang
Erstmals nahm Douglas Cartland 1949 an der Weltmeisterschaft teil, welche in Stockholm stattfand. Hier gewann er Bronze im Mannschaftswettbewerb und im Doppel mit Dick Miles. Wegen schlechten Benehmens während des Turniers und danach – er äußerte sich beleidigend über Schweden – wurde er vom amerikanischen Tischtennisverband USATT für ein Jahr gesperrt. Bei der WM 1951 erreichte er mit der Mannschaft Platz vier, 1952 kam er im Einzel ins Viertelfinale und im Doppel mit Marty Reisman ins Halbfinale. Bei seiner letzten WM-Teilnahme 1957 trat er im Einzel und Doppel an, schied dabei jedoch frühzeitig aus. 1951 wurde er in der ITTF-Weltrangliste auf Platz 14 geführt.
Anfang der 1960er Jahre spielte er auch in einigen deutschen Vereinen, etwa bei PPC Neu Isenburg und 1962/63 bei TG Friedberg (Oberliga).
Schwerpunkt seiner sportlichen Aktivitäten waren Schaukämpfe, mit denen er in vielen Ländern Geld verdiente. Oft trat er hierbei mit Harry Cook († 1950), Marty Reisman und Sol Schiff auf.
1984 wurde Douglas Cartland in die Hall of Fame des amerikanischen Tischtennisverbandes USATT aufgenommen.

## Trivia
Douglas Cartland war sehr talentiert im Lösen von Puzzles, womit er mehrfach Preise gewann.

## Turnierergebnisse
| Verband | Veranstaltung     | Jahr | Ort       | Land | Einzel        | Doppel     | Mixed        | Team |
| ------- | ----------------- | ---- | --------- | ---- | ------------- | ---------- | ------------ | ---- |
| USA     | Weltmeisterschaft | 1957 | Stockholm | SWE  | letzte 64     | letzte 128 | keine Teiln. |      |
| USA     | Weltmeisterschaft | 1952 | Bombay    | IND  | Viertelfinale | Halbfinale | keine Teiln. |      |
| USA     | Weltmeisterschaft | 1951 | Wien      | AUT  | letzte 32     | letzte 32  | letzte 32    | 4    |
| USA     | Weltmeisterschaft | 1949 | Stockholm | SWE  | letzte 64     | Halbfinale | letzte 64    | 3    |